# Francia Media
Francia Media (expresión latina traducible como «parte central del reino franco») es el nombre que se dio a la parte del Imperio carolingio que correspondió en el Tratado de Verdún (843) al emperador Lotario I, hijo mayor de Ludovico Pío. Se situaba entre las que correspondieron a sus hermanos Carlos el Calvo (Francia Occidentalis) y Luis el Germánico (Francia Orientalis).

La Francia media surgida del Tratado de Verdún del 843, entre la Francia Occidental y la Francia Oriental.

Geográficamente era una franja territorial entre el mar del Norte y el mar Mediterráneo (posteriormente conocida como Lotaringia), que comprendía territorios pertenecientes a los actuales Países Bajos y Luxemburgo, la mayor parte de la actual Bélgica, las zonas de la actual Alemania al oeste del Rin, el este de la actual Francia, la actual Suiza y el norte de la actual Italia.
Tras la muerte de Lotario (855) la Francia Media se repartió entre sus tres hijos en el Tratado de Prüm:
- Luis II († 875) recibió la corona imperial y la parte meridional de la Francia Media, conocida como reino de Italia.
- Carlos († 863) recibió la parte central de la Francia Media, conocida como Borgoña, que posteriormente se dividió en los reinos de Provenza y de Arlés.
- Lotario II (†869) recibió la parte septentrional de la Francia Media, entre Frisia y Suiza, y que es el territorio que más propiamente puede llamarse Lotaringia (aunque es muy habitual denominar así a toda la Francia Media). A su muerte, Lotaringia fue repartida entre sus tíos Luis el Germánico y Carlos el Calvo.

A diferencia de Francia Oriental y Francia Occidental, que tuvieron continuidad en el tiempo, Francia Media desapareció en poco tiempo, absorbida por sus vecinos.
- Datos: Q468902